# Плавание на летних Олимпийских играх 1896 — 100 метров вольным стилем среди моряков
Соревнования по плаванию на 100 метров вольным стилем среди мужчин-моряков на летних Олимпийских играх 1896 прошли 11 апреля. Приняли участие три спортсмена. Соревноваться могли только моряки Королевского флота Греции.

## Призёры
| Золото                   | Серебро                 | Бронза                  |
| Иоаннис Малокинис Греция | Спиридон Хасапис Греция | Димитриос Дривас Греция |

## Соревнование
| Место | Спортсмен               | Результат  |
| ----- | ----------------------- | ---------- |
| 1     | Иоаннис Малокинис (GRE) | 2:20,4     |
| 2     | Спиридон Хасапис (GRE)  | Неизвестен |
| 3     | Димитриос Дривас (GRE)  | Неизвестен |